# Tomas Eneroth
 (novembre 2017).
Si vous disposez d'ouvrages ou d'articles de référence ou si vous connaissez des sites web de qualité traitant du thème abordé ici, merci de compléter l'article en donnant les références utiles à sa vérifiabilité et en les liant à la section « Notes et références ».
Tomas Eneroth, né le 4 décembre 1966 à Växjö (Suède), est un homme politique suédoise. Membre des Sociaux-démocrates (SAP), il est ministre des Infrastructures de 2017 à 2022.